# Comocladia cuneata
Comocladia cuneata är en sumakväxtart som beskrevs av Nathaniel Lord Britton. Comocladia cuneata ingår i släktet Comocladia och familjen sumakväxter. Inga underarter finns listade i Catalogue of Life.